# Septumcorrectie
Septumcorrectie is het rechtzetten van het neustussenschot. Het neustussenschot verdeelt het inwendige van de neus in twee helften. De voorzijde bestaat uit kraakbeen en zorgt voor de flexibiliteit van het inwendige van de neus. De dieper gelegen achterzijde bestaat uit bot. Het neustussenschot kan door een groeistoornis of door een ongeval scheef in de neus gaan staan. Behalve neusverstopping kan er ook hoofdpijn, gelokaliseerd in het voorhoofd of rond de ogen ontstaan. Ook steeds terugkerende bijholteontstekingen kunnen wijzen op het scheefstaan van het neustussenschot. Als medicijnen zoals neussprays of antibiotica geen hulp bieden kan besloten worden tot een septumcorrectie, of een andere ingreep die meer ruimte in de neus geeft en de luchtweerstand normaliseert. Een scheef septum kan gepaard gaan met een van buiten zichtbare scheve neus, maar dit hoeft niet.
De operatie wordt uitgevoerd onder narcose en duurt 20 minuten tot een half uur. Voor de operatie worden wattenstroken in de neus geschoven. Deze zijn gedrenkt in een oplossing die het slijmvlies van de neus doet slinken, zoals van cocaïne, zodat er een beter zicht wordt verkregen in de neus. Bij de operatie wordt eerst het slijmvlies aan beide kanten losgemaakt van het neustussenschot. Tussen de beide slijmvliesbladen wordt de correctie uitgevoerd. Na het weghalen van reepjes kraakbeen kan het septum worden verplaatst in de gewenste richting. Aan het eind van de operatie wordt de neus getamponeerd met kunststof dat drie dagen blijft zitten. Het resultaat van de operatie is niet volledig te voorspellen, maar er ontstaat in ieder geval meer ruimte in de neus.